# Erika Andrejevová
Erika Andrejevová (rusky Эрика Александровна Андреева, Erika Alexandrovna Andrejeva, * 24. června 2004 Krasnojarsk) je ruská profesionální tenistka. Ve své dosavadní kariéře na okruhu WTA Tour nevyhrála žádný turnaj. V sérii WTA 125 vybojovala jednu deblovou trofej. V rámci okruhu ITF získala tři tituly ve dvouhře a jeden ve čtyřhře.
Na žebříčku WTA byla ve dvouhře nejvýše klasifikována v srpnu 2024 na 75. místě a ve čtyřhře v prosinci 2023 na 274. místě. Trénuje ji Jean Christophe Faurel.
V juniorském tenisu prohrála finále French Open 2021 s Češkou Lindou Noskovou.
O tři roky mladší sestra Mirra Andrejevová je také profesionální tenistka. Kvůli rozvoji tenisové kariéry se obě z rodného Krasnojarsku přestěhovaly do Moskvy.

## Tenisová kariéra
V rámci okruhu ITF debutovala v listopadu 2019 na turnaji v thajském Nonthaburi dotovaném 15 tisíci dolary. Ve druhém kole obdržela dva „kanáry“ od Číňanky Kuo Mej-čchi z páté světové stovky. Premiérový titul v této úrovni tenisu vybojovala během listopadu 2020 na antukové pazardžiské události s rozpočtem 15 tisíc dolarů. Ve finále zdolala šťastnou poraženou z kvalifikace, Slovenku Sofii Milátovou. V sezóně 2021 učinila výrazný posun na žebříčku WTA z 1055. na 368. místo.

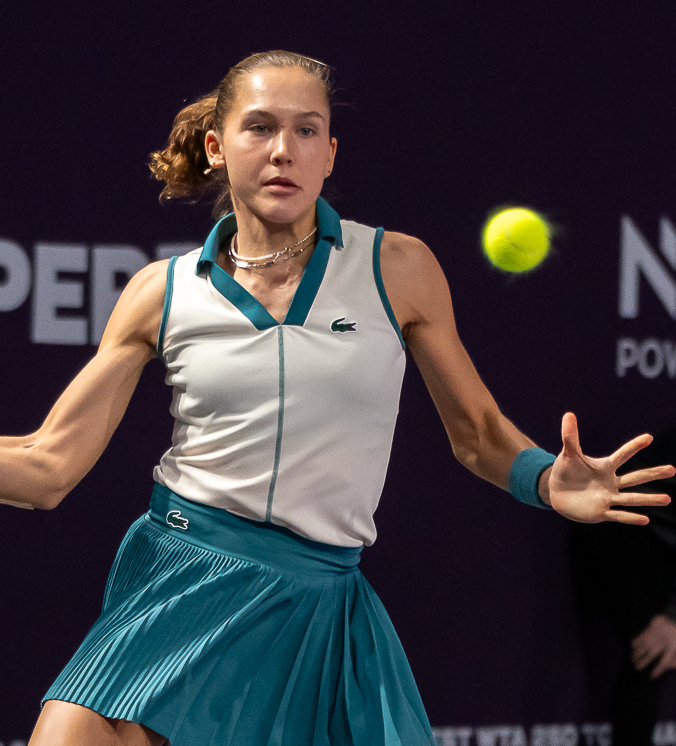
Forhend na Transylvania Open 2024

V květnu 2022 prošla přes nejvýše nasazenou Rusovou, Zazarúovou a Muhammadovou do finále stotisícového turnaje ITF v katalánském La Bisbal d'Empordà. V něm však podlehla turnajové dvojce Wang Sin-jü z Číny, přestože získala první sadu. Na okruhu WTA Tour debutovala v osmnácti letech červencovým Ladies Open Lausanne 2022 po zvládnuté kvalifikační soutěži. Na úvod ztratila jen tři gamy s další postoupivší kvalifikantkou Annou Blinkovou, než ji vyřadila Chorvatka z deváté desítky klasifikace Petra Martićová, která turnaj vyhrála.
V hlavní soutěži grandslamu debutovala z pozice 131. hráčky světa v ženském singlu US Open 2022 po zvládnuté tříkolové kvalifikaci, v níž na její raketě dohrály Herdželašová, Masárová a Rachimovová. V úvodním kole newyorské dvouhry se poprvé v kariéře střetla s hráčkou z elitní padesátky, jednadvacátou Petrou Kvitovou. Po ztrátě úvodní sady v tiebreaku, již proti Češce neuhrála ani jeden game. V kvalifikaci Australian Open 2023 přehrála Haasovou i Zavackou, ale do hlavní soutěže ji nepustila 175. hráčka žebříčku Sára Bejlek. Druhá kola si zahrála na Lyon Open 2023, prvním ročníku ATX Open 2023 v Austinu i Miami Open 2023 z kategorie WTA 1000.

## Finále série WTA 125
| Legenda                  |
| ------------------------ |
| D – dvouhra; Č – čtyřhra |
| WTA 125 (0–2 D; 1–0 Č)   |

### Dvouhra: 2 (0–2)
| Stav       | č. | datum         | turnaj                    | povrch    | soupeřka ve finále         | výsledek      |
| ---------- | -- | ------------- | ------------------------- | --------- | -------------------------- | ------------- |
| Finalistka | 1. | říjen 2023    | Rouen, Francie            | tvrdý (h) | Viktorija Golubicová       | 4–6, 1–6      |
| Finalistka | 2. | prosinec 2023 | Andorra la Vella, Andorra | tvrdý (h) | Marina Bassolsová Riberová | 5–7, 6–7(3–7) |

### Čtyřhra: 1 (1–0)
| Stav    | č. | datum            | turnaj                    | povrch    | spoluhráčka    | soupeřky ve finále               | výsledek |
| ------- | -- | ---------------- | ------------------------- | --------- | -------------- | -------------------------------- | -------- |
| Vítězka | 1. | 2. prosince 2023 | Andorra la Vella, Andorra | tvrdý (h) | Céline Naefová | Tímea Babosová Heather Watsonová | 6–2, 6–1 |

## Tituly na okruhu ITF
| Legenda         | Legenda         |
| --------------- | --------------- |
| Turnaje W100    | Turnaje W80     |
| Turnaje W75/W60 | Turnaje W50     |
| Turnaje W35/W25 | Turnaje W15/W10 |

### Dvouhra (3 tituly)
| Č. | datum         | turnaj               | kategorie | povrch | poražená finalistka | výsledek         |
| -- | ------------- | -------------------- | --------- | ------ | ------------------- | ---------------- |
| 1. | listopad 2020 | Pazardžik, Bulharsko | W15       | antuka | Sofia Milátová      | 1–6, 6–0, 6–2    |
| 2. | prosinec 2020 | Káhira, Egypt        | W15       | antuka | Carolina Alvesová   | 6–1, 6–3         |
| 3. | březen 2021   | Šarm aš-Šajch, Egypt | W15       | tvrdý  | Jenny Dürstová      | 1–6, 7–6(3), 6–0 |

### Čtyřhra (1 titul)
| Č. | datum      | turnaj             | kategorie | povrch | spoluhráčka           | poražené finalistky                      | výsledek |
| -- | ---------- | ------------------ | --------- | ------ | --------------------- | ---------------------------------------- | -------- |
| 1. | srpen 2021 | Verbier, Švýcarsko | W25       | antuka | Jekatěrina Makarovová | Diāna Marcinkēvičová Marija Timofejevová | 7–6, 6–1 |

## Finále na juniorském Grand Slamu

### Dvouhra: 1 (0–1)
| Stav       | rok  | turnaj      | povrch | soupeřka ve finále | výsledek      |
| ---------- | ---- | ----------- | ------ | ------------------ | ------------- |
| Finalistka | 2021 | French Open | antuka | Linda Nosková      | 6–7(3–7), 3–6 |